# コロン (らんま1/2)
コロン（可崘）は、高橋留美子の漫画作品及びそれを原作とするアニメ『らんま1/2』に登場する架空の人物。テレビアニメ1作目では声優は麻生美代子（若い頃：小林優子）、テレビアニメ２作目は真山亜子。

## 人物
シャンプーの曾祖母で、武闘民族・女傑族の総帥。曾孫の再来日時に一緒についてきて、日本で『猫飯店』を開く。登場当初は、乱馬とシャンプーの結婚の為にあらゆる策を講じていたが（その為、乱馬の事を「婿殿」と呼んでいる）、猫拳を用いたらんまと互角の戦いを繰り広げて以降、乱馬たちの生き字引的存在となり、無理にシャンプーとの婚姻を推し進める事はなくなった。
年齢は原作では116～118歳だが、アニメでは約300歳。現在の体格は八宝斎とほぼ同じで小柄だが、昔は普通の体格で、シャンプーに似た美人だった。常に身長の倍ほどもある杖を持ち歩いており、アニメでは杖につかまってホッピングして移動していることもあるが、足が悪いわけではなく、むしろ身体能力は高い。
技量は八宝斎に負けず劣らず高く、その気になれば相手をいともたやすく一蹴する。過剰な女好きという明確な弱点を突かれることの多い八宝斉とは対照的にこれと言った弱点がないため、原作アニメ共に明確に「敗北」と言えるのは一度のみ。シャンプーの師匠であり、武闘家を鍛えることにも優れている。作中では乱馬のスピードや響良牙の耐久力を短期間の修行で飛躍的に上昇させた。女傑族の秘宝をはじめ変わった道具を多く持っているほか、中国の伝説・伝承に詳しく、乱馬などが相談に行ったり、中国からの客人を迎えることも多い。中国人であるが日本語は流暢である。また、料理も非常に上手である。
八宝斉とは昔からの知り合いだが、犬猿の仲である。アニメではかつて八宝斎との恋に落ちたが、彼の浮気癖から破局している。現在も八宝斉の傍若無人な行動に怒って戦いを挑むなど仲はかなり悪い。他方、アニメ120話で行われた10年ごとの親睦会には2人揃って出席しており、友人としてのある程度の付き合いはある。

## 技
サメ拳
水をサメのような形にして相手に放つ。水上でしか使えない。
熊拳
アニメで使用したオリジナル技。サメ拳の派生技で、氷を熊のような形にして相手に放つ。氷がある場所でしか使えない。
火中天津甘栗拳（フォチョンティエンチンカンリイチュアン / かちゅうてんしんあまぐりけん）
女傑族の秘奥義にして、幻の神拳。超高速の正拳突き。手を濡らすことなく、川を泳ぐ魚を掴み取ることができるほど速い。技名の由来は、習得に際して火の中の栗を拾う修行を行うことから。
爆砕点穴（ばくさいてんけつ）
万物にある爆砕のツボを指で突き、粉砕する。元々は土木工事用の技で、人体には影響がない。
総身猫舌（ソウシンマオチェイ）のツボ
人体のツボの1つ。このツボを突かれた者は、お湯や火などの熱いものを異常なほどに熱く感じる。乱馬はコロンにこのツボを突かれ、不死鳥丸を飲むまで一時期男に戻れなくなった。
飛竜昇天破（ひりゅうしょうてんは）
女傑族秘拳中の秘拳。氷の心でステップを踏み、相手を動きに巻き込むことで闘気の渦を発生させ、冷たい“気”で渦の中心を打ち抜くことで、上昇気流を生み出し竜巻を発生させる。コロン曰く「温度差の魔拳」。
敵の闘気が強ければ強いほど威力が上がり、女や子どもでも絶大な威力を出せる利点があるが、相手が闘気を発していなければただの突き上げにしかならないという欠点もある。技そのものも難しいが、相手を挑発してこちらのペースに乗せることが一番肝要な技である。
猫八身の術（ねこはっちんのじゅつ）
アニメオリジナル。分身する。

## 女傑族の秘宝
惚れ薬
コロンが若かりし頃、八宝斎に盗まれた家宝。腕輪に「一瞬玉」「一日玉」「一生玉」という3つの玉がついており、それぞれが惚れ薬となっている。この玉を飲んだ者は、最初に見た異性に年齢や生物に関係なく一目惚れする。効果期間はそれぞれの玉の名前の通り。
反転宝珠
笑顔と苛立ちの表情が上下に描かれたブローチ。正位置（笑顔になるよう）につけると愛は豊かになるが、逆にしてつけると愛が憎悪に変化する。
元々愛情のない相手には効果がない。
無敵鏡
女傑族の女子供の護身具。この眼鏡を掛けた者に見つめられると、どんな武術の達人であっても泣いて謝る。裏面を掛ければ自分が泣いて謝る。
破毒盾（ポーデユドウン）
あらゆる毒を防ぐ盾。盾の真ん中に大きく「破」と書かれている。薬に弱い。
斬毒刃（ザンデユダオ）
どんな毒でも斬る刀。刃先に口のついた花が付いていて、毒が来ることを予測してくれるが、自分で毒を斬るのは嫌がる。
火炎杖（フツオヤンツアン）
龍がついた杖。杖で地面をつくと龍が火を吐く。
風神扇（フエンシエンシヤン）
仰ぐと毒を吹き飛ばす扇。
熱愛抱擁香
この香を嗅がされて暗示を与えられた者は、そのキーワードを言った者を抱きしめる。
南蛮鏡（なんばんミラー）
アニメオリジナル。惚れ薬と同じく若き日の八宝斎によって盗まれている。この鏡に涙を落とすとその落とした者の思い浮かべている時代にタイムスリップする。

## コロンに関係があるもの
天上天下唯我独尊麺（てんじょうてんかゆいがどくそんめん）
中国四千年伝説の乾麺。一本食すれば百人分の力を得ると言われていたが、実際は百人分の消化量になってしまう麺だった。

## その他
- アニメのクレジットでは「おばば」と表記され、若い頃のコロンが「コロン」表記だったが、劇場版第1作・2010年のOVAなど現在の姿で「コロン」とクレジットされている作品もある。